# Dicrania ornaticollis
Dicrania ornaticollis är en skalbaggsart som beskrevs av Frey 1972. Dicrania ornaticollis ingår i släktet Dicrania och familjen Melolonthidae. Inga underarter finns listade i Catalogue of Life.